# Pfam
Pfam este o bază de date a proteine care include adnotările și alinierea secvențelor multiple generate utilizând modelul Markov ascuns. Cea mai recentă versiune, Pfam 33.1, a fost lansată în mai 2020 și conține 18.259 de familii.

## Utilizări
Scopul general al bazei de date Pfam este de a oferi o clasificare completă și precisă a familiilor și domeniilor de proteine. Inițial, raționamentul din spatele creării bazei de date a fost de a avea o metodă semiautomată 
de curățare a informațiilor privind familiile de proteine cunoscute pentru a îmbunătăți eficiența adnotării genomurilor. Clasificarea Pfam a familiilor de proteine a fost adoptată pe scară largă de biologi datorită acoperirii largi a 
proteine și convenții de denumire sensibile.
Acesta este utilizată de biologii experimentali care cercetează proteine specifice, de biologii structurali pentru a identifica noi obiective pentru determinarea structurii, de biologii computaționali pentru a organiza secvențe și de biologii evoluționiști care urmăresc originile proteinelor. Proiectele genomului timpuriu, ar fi umane și utilizate pe scară largă de Pfam pentru adnotarea funcțională a datelor genomice.
Site-ul Pfam permite utilizatorilor să prezinte secvențe de proteine sau ADN pentru a căuta potriviri familiilor din baza de date. Dacă ADN-ul este prezentat, se efectuează un cadru cu șase cadre transtrație, apoi fiecare cadru este căutat. În loc să efectueze o căutare tipică BLAST, Pfam folosește profilul modelele Markov ascunse, care acordă o greutate mai mare potrivirilor la conservată site-uri, permițând o mai bună detectare a homologiei de la distanță, făcându-le mai potrivite pentru adnotarea genomurilor organismelor fără rude apropiate bine adnotate.
Pfam a fost, de asemenea, utilizat în crearea altor resurse, cum ar fi iPfam[nefuncțională – arhivă]
, care cataloghează interacțiunile domeniu-domeniu în interiorul și între proteine, pe baza informațiilor din bazele de date de structură și cartografierea domeniilor Pfam pe aceste structuri.

## Caracteristici
Pentru fiecare familie din Pfam se poate:
- Vedea o descriere a familiei
- Verificarea mai multor aliniamente
- Vedea arhitecturi de domeniu de proteine
- Examinarea distribuției speciilor
- Urmați link-uri către alte baze de date
- Vedea structurile cunoscute de proteine

Intrările pot fi de mai multe tipuri: familie, domeniu, repetări sau motive. Familia este clasa implicită, ceea ce indică pur și simplu că membrii sunt înrudiți. Domeniile sunt definite ca o unitate structurală autonomă sau o unitate secvențială reutilizabilă care poate fi găsită în mai multe contexte proteice. Repetările nu sunt de obicei stabile în mod izolat, ci mai degrabă sunt de obicei necesare pentru a forma repetă tandem în scopul de a forma un domeniu sau o structură extinsă. Motivele sunt, de obicei, unități de secvență mai scurte găsite în afara domeniilor globulare.
Descrierile familiilor Pfam sunt gestionate de publicul larg folosind Wikipedia (a se vedea  Istoric).
La eliberarea variantei 29.0, 76.1% din secvențele de proteine în  UniprotKB s-a potrivit cu cel puțin un domeniu Pfam.